# アルバート・W・ワイリー
アルバート・W・ワイリー（Albert W. Wily）とは、カプコンのコンピューターゲーム「ロックマンシリーズ」および「ロックマンXシリーズ」に登場する架空の科学者。通称「Dr.ワイリー」。

## 人物紹介
『ロックマン』シリーズにおける黒幕として登場する悪の天才科学者。配下のロボット軍団を用いて、「ロボットによる世界征服」という野望の達成を企み、それを阻止しようとするロックマンと戦いを繰り広げる。
外見は痩身で白衣を纏い口髭を蓄え、髪型は頭頂部の辺りが禿げ上がっており頭側面の髪を伸ばしている。一人称は「私」または「ワシ」だが、若い頃は「俺」を使っていた。○に「Dr.W」と記したデザインのシンボルマークを用い、自身の秘密基地やワイリーマシンのドクロの額には必ずと言っていいほどマーキングされている。
ロックマンの製作者であるDr.ライトとは学友であり、かつては誰よりもその実力を認め合う良きライバル関係にあり、ワイリーにとって唯一の理解者とも言える存在だった。
『ロックマン』開発段階でのキャラクターデザインはアインシュタインをモチーフとしてデザインが煮詰められた。「ワイリー」とは実在する姓だが、Dr.ワイリーの名前のモデルは英語で「狡賢い」を意味する“Wily”から。第1作目の段階ですでに「自分なりの理念があり、完全な悪ではない」というイメージが出来上がっていたため、絶対的な悪人ではないニュアンスから付けられた。

### 生い立ち
ローバート工科大学工学部電子工学科に所属する学生だった頃から異彩を放っており、大学の教授たちにとって理解し難いワイリーは「異端児」と呼べる存在であった。優等生だったライトとはこの頃からの腐れ縁であり、彼らが目指す「ロボットが真の意味で人間のパートナーとなり共存できる社会」の実現に情熱を注ぎ切磋琢磨し合う同志でもあった。漫画作品『ロックマンギガミックス』では作者オリジナルの大学時代が描写されており、「ロボットに“心”を持たせる」ことを夢見る中で「“力”への安全のため、ロボットに心を持たせる必要性」を大学の教授たちに説いたライトに自分も同様の考えを持つことを明かし、共同で「心あるロボット」の人工知能の開発をしたとされている。なお、初期設定を担当したA.Kこと北村玲は、この漫画作品を「ライトとワイリーの過去の描写は、自分がイメージしていたものとほぼ同じ」と感心している。
しかし、「ロボットの心」を重視し平和利用を主張するライトとは対照的に、「ロボットが“人間の道具”から完全に脱却するには、“力”が必要」と主張するワイリーの理論は常に独自性が極めて強くなおかつ急進的な物ばかりであり、ワイリーの暴走を危惧したライトによって幾度も研究に容喙されるなど、やがて二人の間に溝が生じ始めることになり、後述の「ダブルギアシステム」の一件で対立が決定的になってしまう。大学卒業後もやはり周囲からは理解を得られず、世界的に権威のある賞をいくつも受賞するなど自身の才覚を遺憾なく証明してはいたが、いつも1位をライトに取られ、万年2位の座に甘んじざるを得なくなる。ある意味でライトをも上回る天才であったワイリーはこの屈辱に我慢がならず、その後ロボット工学会から姿を消し、自らを理解しようとしなかった人々への復讐と愚かな人類に代わり愛情を注ぐ「ロボットによる世界」の実現のために世界征服を計画し始めた。
そんな中、ライトの元から失踪した試作人型ロボット「DRN.000 ブルース」とワイリーは接触（ブルースと出会った詳細な経緯は不明）。ブルースが抱えていた動力炉の不具合に延命措置を施すと共に実験も兼ねて戦闘用ロボットへの改造を行い（後に離反されることになったが）、この際にライトの開発した人型ロボットの基礎技術を解析し、そのデータを掌握する。その後、太平洋にて秘密裏にロボット工場を建設したワイリーは本格的に世界征服を実行に移すが、ライトが家庭用ロボットであるロックを戦闘用に改造した「DRN.001 ロックマン」によって、最初の計画は失敗。以降ワイリーは懲りずに幾度も世界征服を企み、ロックマンやライトと永きに渡り戦い続けることになる。

### 性格
目立ちたがり屋でプライドが高い。なおかつ非常に執念深くしたたかで狡猾な面もあり、必要とあらば土下座も厭わない（ロックマンに負けるや否や、土下座をして許しを請う姿がシリーズの定番となっている）。妙なところでミスをしたり自分の作ったメカに欠陥が多いなど、土下座などの言動と共にどこかコミカルな人物としても描かれ、またプライドゆえか義理堅い一面もあり、『10』のエンディングで命を救われた際には律儀にその借りを返している（後述）。
前述のような「どこか憎めない悪役」としての描写がある一方で「非道な悪人」としての行いやロックマンやライトの人の好さを利用することも多く、その卑劣さは平和を望む温厚で優しい性格のロックマンを『7』でついに激怒させ、ロボットにとって禁忌である「人間に危害を加えること」を実行の寸前にまで至らしめたほどである（後述）。『8』では事件の発端である「悪のエネルギー」がワイリーの悪の心に反応したことで活発化しており、デューオから「かなりの悪の心を持つ」とまで評されている。
ドクロを模したデザインを好んで頻繁に使い、秘密基地（『2』以降）やワイリーマシン（番外編を除いた『4』以降）に必ずといっていいほど取り入れ（基地はドクロの他に骨や爪のデザインも取り入れる傾向が多い）、『8』や『11』ではベルトのバックルにもドクロをあしらっている。卓球が趣味であり（この卓球においてもライトに敗北した経験がある）、漫画作品『ロックマンメガミックス』では「卓球しながらできるラクラク世界征服」という本を出版している（全く売れず、大量の返本を抱える破目になった）。
世界征服を企み大規模な基地を何度も建造する一方で、新型戦闘用ロボットの製造を始めとする資金繰りに関してはかなり苦労している様子が多々見受けられ、自分以外が製作したロボットを利用することも多く、結果的に『11』までにワイリーが製作したのは全86体（ロックマンロックマンとロックマン&フォルテ含むと94体）中半分にも満たないが、『4』以外の基地のボスは全て彼が作っている（『4』の基地のボスの一部はコサック博士が作った）。

#### 漫画における性格
各漫画家の解釈によって大きく異なる。
池原しげとの漫画では、「冷酷な悪の親玉」という側面が強調されており、多くの人命を犠牲にしてでもロックマンやライトを倒そうとしたり、「戦闘用ロボットに心など必要がない」「ロボットは世界征服の道具に過ぎない」という発言にその様子が見られる。出月こーじの漫画版では、コミカルな場面が強く、冷酷さもありつつ、どこか憎めない人物である。特に『ロックマン&フォルテ』では、自分の基地が破壊されてしまったことで宿敵のライトやロックマンに泣きついたり、居候先のライト研究所でライトットやロールと生活感溢れる衝突を繰り返したり（ライトットの部屋の大半を勝手に自分のエリアにしている）、その描写が強い。しかし、ロールに爆弾付の拘束着を着せさせ、ロックマン諸共爆殺しようとしたり、自分が造ったロボットであるキングに見限られ撃墜されるなど、卑怯さや器の小ささも描かれている。
有賀ヒトシは『ロックマンシリーズ』でお気に入りキャラクターはワイリーであると公言しており、ワイリーを大きく扱った作品が多い。有賀の解釈は、90年代の『ロックマンメガミックス』ではコミカルな場面が多く見られるが、シリアスな展開が多くなるシリーズのストーリー佳境（特に『ロックマンギガミックス』として掲載分）では「悪役」や「三枚目」とは違う「科学者としての矜持」や「“心を持ったロボットを創造した者”としての強い責任感」を持った人物として描写されている。人類に憎悪を向け（美女は好きなようだが）、「本日これより地上の掃除を始める。対象は諸君ら人類!!」と冷酷に言い切り人命を犠牲にすることを躊躇しない反面、ロボット全般に注ぐ愛情は強く、捨てられていた玩具ロボットを復活させたり、自身が製作したワイリーナンバーズたちを息子同然に想っており窮地に陥っても決して見捨てようとしない、「罪の無いロボットは、たとえライトのロボットだろうと傷つけたくはない」と語るなどの行動にその様子が見て取れる。ライトに対しては、彼の優等生気質を毛嫌いしており、彼ばかりが「ロボット工学の父」と評価されることを憎んでいる一方で、「唯一のライバル」としてその実力や存在を認めかつて培った絆を懐かしむなど、複雑な感情を抱いていることも描写されている。また、キラー衛星や物質瞬間移送装置を独力で造る、小惑星αの遺跡の文字や超エネルギー元素を解析する、他人との会話とナンバーズの修理を同時にこなす（それもかなりの高速）など「異能の天才」としての実力や見せ場も他者に比べ、かなり強調されている。

### 主な発明・製作品
以下に挙げるものの他にも、ジョーシリーズやメットールシリーズなど作中に登場する多くの敵キャラクターや、自身の基地の防衛に用いている巨大ロボット（イエローデビル、メカドラゴンなど）の製作なども手掛けている。

#### ワイリーナンバーズ
ワイリーが製作した人型戦闘用ロボットたちを指し、「DWN（ドクターワイリーナンバーズ）」の型番で表記される。ブルースを改造した際や第1作『ロックマン』で洗脳して暴れさせたライトナンバーズたちから手に入れたデータを基に『2』で初めて自ら製作し、以降は『3』『5』『7』『8』と断続的に造り続けている。詳しくは各作品のページを参照。
フォルテ
スペシャルワイリーナンバーズ（SWN.001）と称されるワイリーの自信作。あえてロックマンと似た性能を持たせて造られているが、これはフォルテの戦闘データからロックマンのデータの類推を行うのと、同じタイプのロボットでも自分の方が優れたものを造れることを誇示するのが狙いである。偶然完成した強力なエネルギー「フォルテニウム」を内蔵されており、それによって戦闘性能自体はワイリーの満足する完成度となったが、プライドが高すぎて命令に従わない問題児であり（卑怯な策や土下座すら平然と行うワイリーの姿勢を嫌っている）、不仲が表面化した『パワーバトル』以降はワイリーのことを呼び捨て、または「ジジイ」呼ばわりしているが、一応はワイリーを生みの親と認め緊急の際には助けに来るため、ワイリーもフォルテのことを必要以上に咎めたりせず、彼の好きにさせている。
ゴスペル
スペシャルサポートと称される狼型のロボット。フォルテの相棒であり、ワイリーナンバーズに匹敵する戦闘性能を持つとされる。
ゼロ
ワイリーの生涯最高傑作にして最後のワイリーナンバーズ。詳細はゼロを参照。

#### ワイリーマシン
ゲームにおいて最終ボスまたは終盤のボスとして登場する、ワイリー自身が乗り込み操縦する巨大な戦闘メカ（一部媒体では「ワイリーマシーン」とも表記される）。各作品ごとに「ワイリーマシン○号（○には作品のナンバリング数が入る）」という名称が付けられ、いずれの機体も非常に攻撃力及び防御力が高い。
ワイリーが自身の技術の粋を注ぎ込み製作した決戦兵器であるが、第1作『ロックマン』ではロックマンの存在及び彼が基地に攻め入り自分の元までたどり着くというのは完全な想定外であり、追い詰められ慌てた末に急造した戦闘メカだったとされている（2号以降は対ロックマン戦を見込んだ上で事前に製作しており、外装や脱出装置などもしっかり施されている）。また、前述のように4号以降はドクロを模したデザインになるとともに、機体を破壊されても脱出装置ワイリーカプセルによって戦闘を継続することが可能になった。
ワイリーマシンの多くは飛行メカとなっており、一定の間隔を浮遊移動しながら火器による攻撃を行うというのが主だが、歩行して移動する3号や7号、戦車型の5号、飛行型でも恐竜を模した9号やドクロ繋がりで海賊のような意匠となった10号など様々なバリエーションがあり、『ロックマンワールド』シリーズなど外伝作品ではナンバリング作品とはまた異なったデザイン・性能のワイリーマシンも製作している。詳しくは各作品のページを参照。

#### UFO
ワイリーが移動や逃走の際に頻繁に使用する一人乗りの小型UFO。『2』で登場した上半分が青い饅頭型のタイプがシリーズ中では多く使用されている。
基本的に戦闘に用いることは無いが、『2』では脱出装置としてワイリーマシン2号にドッキングしており、『11』では搭載されたスピードギアによる超加速機能でブロックマンたちを捕獲した。

#### ダブルギアシステム
ロボットのパワーとスピードを飛躍的に上昇させる効果を持つ画期的な装置。パワーギアはロボットの性能や武器の威力を倍増させ、スピードギアは超加速を行うことが可能となり、さらにこの二つを同時に発動させるダブルギアでより強大な力を発揮するが、使用時間には限界があり、ダブルギアを発動させるとその直後は極端にパワーとスピードが低下する。この装置を巡る一件がライトとワイリーの確執の契機となった。
「圧倒的なパワーと目にも止まらぬスピードを持つロボットが人間には及ばない驚異の力を誇示することで、ロボットは人々から慕われ、認められる存在になり、全てのロボットがヒーローとなる」という自らの信念を元に大学時代のワイリーが開発を提案するが、ロボットに大きな負荷がかかる上に、もし悪用された場合には人類の脅威になり得る可能性を懸念したライトが実用化の断固反対を主張し、他の多くの研究者もこの意見に賛同したことでダブルギアシステムの研究は凍結されてしまった。これによってワイリーは「綺麗事だけでは解決しない問題もある」「俺は間違っていない… 俺のやり方で、世間に認めさせてやる！」と、以降さらに過激な思想を持つようになり（ダブルギアシステムの対案として出されていた、ライトの「ロボットの思考回路に心を持たせる」という研究が採用されたことも拍車をかける一因となった）、「ワイリーの才能の暴走を止めるつもりが、暴走を加速させる結果になってしまった」と後にライトは述べている。
それから数十年後、その日の出来事を夢で見たことから打倒ロックマンの着想を得たワイリーは未完成のままだったシステムの研究を完成させて新たな世界征服計画を開始する（これが『11』のストーリーの発端となった）が、大学時代に自分が開発した試作機のダブルギアシステムがライトによってロックマンに組み込まれた（この試作機は当時研究を凍結されたことに激昂して床に叩きつけ破棄したが、ライトが回収して修理した後に保管しており、システムの封印を解いたワイリーに対抗すべく使用された）ことを知ると、自分がライトの造ったロボットたちを散々悪用した過去の行いを棚上げにする形で「無断で使われた」と怒り、ライトを「発明泥棒」呼ばわりする身勝手さも見せている。

### 功績
- LITマニュアル・デザイン・コンテスト：5年連続準優勝
- 世界技術大賞：銀賞受賞
- ノーブル物理学賞（ノミネート）

## 各作品での活躍

### ロックマンシリーズ
ロックマン、ロックマンロックマン
ライトが製作した6体（『ロックマンロックマン』では8体）の人型作業用ロボットのメンテナンスの際に、外部電波によるコントロールを可能にする「ワイリーチップ（別名：悪の回路）」を密かに組み込んで支配下に置き、彼らが指揮する作業用ロボットへと破壊指令を波及させることで大規模なロボットの暴走を目論む。思惑通りに世界を大混乱に陥れるが、ロックマンの活躍によってロボットたちを倒され、さらには自身が潜伏する巨大要塞「ツインピラミッド」にも攻め入られる。イエローデビルを始めとする防衛システムを次々に突破され、自らワイリーマシン1号に乗り込み出撃するも、ロックマンの勢いを止められず敗北する。
世界征服計画は失敗に終わるがワイリーは諦めていなかったことが次作で判明し、入手したライトの作業用ロボットたちのデータを元に自らオリジナルの戦闘用ロボットの製作を開始したため、本作が後のロックマンシリーズにおける因縁の契機となったともいえる。
ロックマン2
前作のエンディングで改心したかに思われたが全く懲りておらず、今度は自分で8体の戦闘用ロボットを作り、再び世界征服を企む。しかしロボット軍団は全てロックマンに倒され、またも基地への侵入まで許してしまい、最後は自らエイリアンの姿に変身してロックマンと交戦するも敗れる。
なお、この作品で初めてワイリーのシンボルマーク及び基地のマップが登場した。
ロックマン3
改心したと見せかけ、ライトと共に平和のためと称して惑星探査用として共同で8体のロボットを製作。ロボットたちを意図的に暴走させ、さらには完成した巨大ロボット「γ（ガンマ）」を奪い、最後は自身の基地にてロックマンとγで対決したが、またしても敗れる。最後は瓦礫に押し潰されて死亡したかに思われたが、ラストにてUFOで逃げ延びる姿からも解かる通り、存命している。
ロックマン4
コサックの娘であるカリンカを誘拐し、彼を利用してロックマンを倒させようとする。しかし、裏切ったブルースにカリンカを救出され、コサックの居城で交戦中のロックマンとコサックの前に現れたカリンカの発言で真の黒幕であることがバラされてしまい、自棄になったワイリーは自分の城でロックマンを迎え撃つが、結局はまたしても敗北。城の自爆装置を作動させ、逃亡する。
ロックマン5
度重なる敗因は、ライトによるロックマンのパワーアップとブルースの妨害にあると考えたワイリーは、変身能力を持つダークマン4号を使った芝居を画策。ブルースに変身したダークマン4号にライトを誘拐させ、ブルースの仕業に仕立て上げる事でロックマンとブルースの仲違いを目論む。しかし、本物のブルースがロックマンと対峙するダークマン4号（偽ブルース）の前に現れた事によって、ライトを誘拐したブルースが偽物だとバレてしまい、ダークマン4号が撃破された後、自らが黒幕である事を明かす。その後は自分の城でロックマンを迎え撃つがまたしても敗北。ライトも取り返され、追い詰められたが、城の崩壊によって落ちてきた天井をロックマンが支えている隙に逃亡する。
ロックマン6
X財団総帥であり世界ロボット連盟の名誉会長である「Mr.X」なる人物に変装し、ロボット選手権に参加したロボットのうち最も優秀な8体を奪い、世界征服を企む。しかし、ロックマンにより8体のロボットは倒され、X財団本部にてロックマンをXクラッシャーで迎え撃つが敗北。その後正体を明かし、自らの城でロックマンを迎え撃つが、結局またしても敗北し、遂に逮捕される。
ロックマン7
自身に万一のことが起こった際に秘密研究所から起動するようになっていた4体のロボットが破壊活動を開始し、この騒動のどさくさに紛れて刑務所から脱獄。その後はロボット博物館に展示されていたガッツマンを盗み、さらに4体のロボットを起動させる一方で、フォルテをライトの研究所に潜入させてロックマンのパワーアップ設計図を奪わせる（フォルテをスーパーフォルテにするのに使用した）。しかしフォルテはロックマンに敗北し、自身もワイリーマシン7号に搭乗して交戦するがまたしても敗北。度重なる悪行に怒り心頭に発したロックマンからチャージ状態のロックバスターの銃口を丸腰状態で向けられる事態にまで陥るも、彼を説得することで未遂に終わり、フォルテとゴスペルによる救出を経て逃亡する。
ロックマン8
宇宙より飛来した謎のエネルギー体「悪のエネルギー」を利用して世界征服を目論むものの、ロックマンやデューオの活躍によってロボット軍団は壊滅し、ワイリータワーへと攻め入れられる。悪のエネルギーで強化したワイリーマシン8号に搭乗して戦うものの結局はまたしても敗北、土下座するもロックマンに「またそれか!」と呆れられ通用しなかったが、利用していた悪のエネルギーが暴走した隙をついて逃亡した。また、フォルテも悪のエネルギーを利用してパワーアップするが、同じく敗北を迎えた。
ロックマン9
使用期限が切れ廃棄処分されたライトナンバーズ（DRN.065～072）を唆して暴走事件を起こし、捏造した映像でこれをライトの仕業に仕立て、さらに事件の真相の証拠品となるライトナンバーズたちの記録回路も奪取したが、結局はロックマンに負けて回路を取り返され、挙句に全く懲りない様子を咎めるべくロックマンに今までの土下座シーンを見せられることになった。しかし、映像に使用したライトに似せたロボットを利用してロックマンを気絶に追い込み、研究所の自爆システムを作動させフェイクマンたちと共に逃亡した。
ロックマン10
世間を騒がせていたロボットに感染する病原体「ロボットエンザ」のワクチンを開発するが暴走したロボットたちに奪われ、これを取り戻すためにライトに共闘を申し込む。だが、今回の事件もワイリーが仕組んだもので、ロボットエンザは彼が造り出したものであり、ロックマンとブルース（フォルテモードでは加えてフォルテ）がワクチン製造装置を取り戻した後に本性を現し、ロールが持っていた試作品以外のワクチンと製造装置を奪い、自分に従うのならばワクチンを提供すると世界中に宣言する。その後自身の基地にてワイリーマシン10号で戦い、マシンが破壊された後もウイルスを宇宙からばら撒いていた軌道エレベーター頂上に撤退しワイリーカプセルで迎え撃つが、10度目の敗北を迎えた上に、高熱を出して倒れてしまう（何かの病気だったようだが、詳細は不明。なお、ロボットエンザはロボットしか感染しないのでワイリー自身は感染を否定している）。ロックマンたちに情けをかけられる形で保護され助けられることとなり、後日に病室から脱走して姿を消すが、借りを返すかのように大量のワクチンを置いていった。
ロックマン11
数十年の時を経てダブルギアシステムの封印を解いたワイリーは、年に1度のロボットの定期健診が行われていたライトの研究所を襲撃し、拉致した8体のロボットにシステムを組み込み世界征服を目論む。しかしロックマンによって阻まれ、さらにライトがロックマンにシステム（かつてワイリーが作成した試作機）を組み込んでいたことを知ると激怒し、ロックマンに居城である歯車城に来いと挑発する。システムの粋を凝らしたワイリーマシン11号で戦いを挑むも結局はまたしても敗北、いつものように土下座するがロックマンに「そんなことしたって騙されないぞ！」と言われると開き直り「今回はお前（ロックマン）に負けたんじゃない！ワシの作ったダブルギアシステムに負けたのだ！」と言い放った。その直後、ロックマンの後を追いかけてきたライトに罪を償うようにと懇願されるがこれを拒否し、「ワシの野望が潰える事はない！ワシのやり方で、キサマ（ライト）とロックマンをひざまずかせるまではな！」と言い残して歯車城から逃亡した。
ロックマン&フォルテ
突如現れたキングにより居城を占拠されるが、それは策略であり、実はワイリーがキングを製作していた。キングがロックマンおよびフォルテに1度敗れてからも、洗脳レベルを上げて無理やり戦わせ、キングの完全敗北後はワイリーマシンに搭乗して戦うものの結局はまたしても敗北。
その後フォルテのエンディングでは、自身の最高傑作であるはずのフォルテがいつまでもロックマンを倒せないことに業を煮やしたワイリーが「フォルテより強いロボットを作れるのでは?」と思い立ってキングを製作したという経緯が語られる。ワイリーは「キングを倒すとは、やはりお前が最強じゃ」と言い訳じみたことを述べた後、キング2世を制作してフォルテとのコンビを組ませる構想があることを語ったが、ブルースによって設計図を破壊されている。
ロックマンワールドシリーズ
『1』～『4』ではいずれも世界征服のためロボットを送り出し、自身もワイリーマシンに搭乗して戦うも敗北している。
『5』では、4度に及ぶ野望阻止で人々が存在を忘れられかけていたが、スペースルーラーズ首領のアースがロックマンに敗れた後、ワイリー自身の惑星、ワイリースターが突如として姿を現す。様々なマシンを使いこなしてワイリースターに侵入してきたロックマンを撃退しようとするも敗北し、挙句の果てに自身が発掘した古代の兵器サンゴッドを覚醒させるも、サンゴッドの自我による発砲でワイリーカプセルは大破してしまう。そのサンゴッドも敗れ、自身の体に仕掛けられていた爆弾でワイリースターは破壊。彼自身は巻き添えを免れ地球に戻り、ロックマンと対峙するも、大ダメージを受けていたワイリーカプセルがついに破壊され、ロックマンに追われる形で終わった。ワイリーがラストボスでないのはこの作品が初めてである。
ロックマンメガワールド
ワイリータワー編では、ロックマンを倒すための切り札として3体の西遊記ロボット（バスターロッド・G、メガウォーター・S、ハイパーストーム・H）を制作。その3体が敗れた後もワイリータワー内の仕掛けやマシンなど様々な戦法でロックマンを撃退しようとするが、結局敗北し逃亡した。

### ロックマンXシリーズ
ライバルであるライト同様に人間としては既に故人であるが、暗躍を続けていることが示唆されている。ゼロの製作者であり、作中の時代では「戦闘用ロボットを創造（つく）り出し世界を恐怖に陥れたマッドサイエンティスト」として知られており、実際に作中でも『ロックマン』シリーズにおけるコミカルなキャラから一転して「冷酷な科学者」という面が強くなっている。この時代におけるワイリーの最大の悪行は、「ロボット破壊プログラム」というロボット（作中におけるレプリロイド）の破壊衝動を暴走させ、その意識を半不滅的なコンピュータウイルスに変えてしまう凶悪なプログラムを最後のワイリーナンバーズであるゼロに仕込んでいたことであり、これに感染したシグマが人類への反逆を起こした結果、後の時代で「イレギュラー戦争」と称される世界を破滅に至らせた戦乱を招いている。
『X2』でサーゲスがエックスに「ライトの忘れ形見のロボットにまた敗北するとは…」と最期に発したことからその存在が見え始める。稲船敬二は、「『サーゲス=ワイリーなのか?』とよく聞かれる」と発言し、それに対しての答えは曖昧だったが、遠回しながらワイリーとサーゲスは「同一人物かもしれない」という旨を言っていた。
『X4』ではゼロ編のオープニングムービーにてシルエットの姿で登場し、ゼロを「ワシの最高傑作」と称している。
『X5』では、本格的にその存在を匂わせる展開が多くなっており、シグマの協力者（シグマ曰く、「パートナーというより同志」）としてその存在が言及され、ゼロの覚醒のために超巨大コロニー・ユーラシアを利用しウイルスとドッキングさせることで、地球上にシグマウイルスを蔓延させる舞台を与えている。また、決戦の場となった「ポイント11F5646」…別名『零空間』は、ワイリーが晩年を過ごした秘密基地であった可能性が示唆されている。
『X6』に登場したアイゾックも、サーゲスと同様にワイリーと同一人物であるような言動をしている（声優も同じ）。主にストーリー中で破壊されたゼロの強化修復及びゼロの覚醒を目的とし、ゲイトと共に彼が開発したナイトメアウイルスの経過と行動を監視している。Xシリーズではロボットという単語が死語となり消滅した世界であるが彼はゼロのことを最期までロボットと呼んでおり、エックスのことも「出来損ないのオールドロボット」と罵っている。
ライトと同じように自らをプログラム化し、レプリロイドに自身の記憶や人格を移植することで実体化を果たし（サーゲス、アイゾックなど）、ライトのロボットであるエックスを破壊すること、そしてゼロを自分の予定した形（エックスの敵）へ戻すことを画策しているようであるが、ロボット破壊プログラムに侵されたシグマが起こした戦乱によってゼロはワイリー自身の思惑とは逆の方向（エックスの友）に進み、未来を描いた作品においては世界を救った英雄として語り継がれてしまう。最終的に『ロックマンゼロシリーズ』において、ゼロは「エックスが信じているから、彼の信じた人間も守る」としてエックスの意思を代行し、本来のボディであったオメガを自らの手で破壊した挙句、コピーボディの方に人格（データ）を移されているゼロ自身も、自らを犠牲に最後まで世界を守り貫いて戦いを終わらせるという、ワイリーの思惑とはまったく逆の結果となってしまった。
だが、同時に前述の『11』でワイリーはかつて「全てのロボットはヒーローであるべき」という信念を抱いていたことが判明しており、『ロックマンXシリーズ』および『ロックマンゼロシリーズ』において自身が製作したゼロは紆余曲折があったといえ、正真正銘の「ヒーロー」として活躍し続けてきたのは紛れもない事実であるため、ワイリーの信念と願いは最後まで消えることなく成就したといえる。

### ロックマンゼクスシリーズ
ファーストネームである「アルバート」の名を冠する人物が登場する。だが、直接的な繋がりについては不詳。

### ロックマンDASHシリーズ
第一作に同名の人物が登場するが、関係は不明。

### ロックマンエグゼシリーズ
『エクゼ』シリーズ自体が他のシリーズと繋がっていないが、これまでのシリーズとは全くの別人としてワイリーが登場する。ネットワーク犯罪を行う悪の組織・WWW（ワールドスリー）の首領であり、デザインなどはこれまでのシリーズを踏襲しているがモノクルを着用しているなどの差異もある。
元々はニホン国の科学省に所属する科学者であり、ロボット工学の権威である天才科学者である。かつてはその才知を社会発展に使うことを何よりも誇りとし、人格的にも優れていた、科学者の鏡ともいえる存在であった。同シリーズの主人公・光熱斗の祖父である科学者・光正博士（劇中ではすでに故人。『エクゼ』シリーズにおけるライト博士で、名前はライト〈Light：英語で「光」〉を日本語にしたもの）とは親友同士であり、彼と共に同作のネットワーク社会の基礎を築き上げた（ロボット工学者ゆえにコンピュータやプログラムなどの電子工学にも非常に長けていた）。
だがしかし、それによってニホンおよび世界はネットワーク開発に力を入れるようになり、ワイリーは研究の場を失ってしまう。自分を追いやったネットワーク社会を恨み、失意の中で新たな活動の場を求めていた中、大国アメロッパ（アメリカに相当する国家）の軍から軍事ロボットの開発を行うことを依頼されて、そこで出会った軍人であるバレルの父と親友になる。彼との交流で心は癒やされ、徐々に憎しみは緩和されていったものの、バレルの父の戦死によって抑えられていた憎しみが爆発、WWWを結成して、ネットワーク社会の破滅を目論み始めた。
社会への憎しみからほとんどの作品で終始悪に徹しているものの、心の奥底ではまだ優しさや良心を失っておらず、非情になりきれない行動や人類へ希望を捨てきっていない様子が各所で見られて、父親を失ったバレルの父代わりとなって愛情を持って育て、彼からは深く敬愛されていた。同時に人格者の面も失っておらず、部下からの人望も非常に厚く、ゆえに優れた人材が彼の下に集まっていた。
最終作『エグゼ6』の最後にて、野望が潰えると共に優しさがまだ残っていることを指摘されて善へと帰還し、同時にようやく憎しみから解放されて改心することができた。その後は、再び社会貢献のために研究を始め、ネットワーク社会の更なる発展に大きく寄与した。
本編シリーズとは異なり家族の存在が判明しており、『エグゼ4』および『エグゼ5』に登場する悪の科学者・Dr.リーガルは実の息子である。リーガルはワイリーが悪に堕ちたのをきっかけに父を嫌い始め、父を捻じ曲げたとして彼もまたネットワーク社会を憎むようになってしまっていた。ワイリーはそれを「自分が原因でリーガルの道を誤らせた」と悔やんでおり、最終的にバレルなどの協力でリーガルを救い、記憶喪失になった一科学者という形で善の道に正している。

## 登場作品

### ロックマンシリーズ

#### ナンバリング作品
- ロックマン（FC）（PS）（Wiiウェア）（iアプリ）（EZアプリ）（S!アプリ）
- ロックマン2 Dr.ワイリーの謎（FC）（PS）（Wiiウェア）（iアプリ）（EZアプリ）（S!アプリ）
- ロックマン3 Dr.ワイリーの最期!?（FC）（PS）（Wiiウェア）（iアプリ）（EZアプリ）（S!アプリ）
- ロックマン4 新たなる野望!!（FC）（PS）（iアプリ）（EZアプリ）（S!アプリ）
- ロックマン5 ブルースの罠!?（FC）（PS）（iアプリ）
- ロックマン6 史上最大の戦い!! （FC）（PS）
- ロックマン7 宿命の対決! （SFC ※ニンテンドウパワーもあり）
- ロックマン8 メタルヒーローズ （PS）（SS）
- ロックマン9 野望の復活!!
- ロックマン10 宇宙からの脅威!!
- ロックマン11 運命の歯車!!

### ロックマンXシリーズ

#### ナンバリング作品
- ロックマンX2（SFC）
- ロックマンX4（PS）
- ロックマンX5（PS）
- ロックマンX6（PS）

#### 番外作品など
- ロックマンワールド（GB）
- ロックマンワールド2（GB）
- ロックマンワールド3（GB）
- ロックマンワールド4（GB）
- ロックマンワールド5（GB）
- ロックマンメガワールド（MD）
- ロックマン&フォルテ （SFC）（GBA）
- ロックマン&フォルテ 未来からの挑戦者（WS）
- ワイリー&ライトのロックボード ザッツ☆パラダイス（FC）
- ロックマンズサッカー（SFC）
- ロックマン バトル&チェイス（PS）
- スーパーアドベンチャーロックマン（PS）
- ロックマン・ザ・パワーバトル（アーケードゲーム）
- ロックマン2・ザ・パワーファイターズ（アーケードゲーム）
- ロックマン バトル&ファイターズ（ネオジオポケット）
- ロックマン パワーバトルファイターズ（PS2）
- ロックマンロックマン（PSP）

### その他の作品
- アドベンチャークイズ カプコンワールド （アーケードゲーム） （1989年）
- ハテナ?の大冒険（GB） （1990年）
- アドベンチャークイズ カプコンワールド ハテナ?の大冒険（PCESCD） （1992年）
- アドベンチャークイズ カプコンワールド2（アーケードゲーム） （1992年）
- 大乱闘スマッシュブラザーズ SPECIAL（Switch）　（2018年）
  - アシストフィギュアとして登場。『ロックマン7』のワイリーカプセルに乗り込み当時と同じ攻撃を仕掛ける。撃破すると恒例の土下座が見られる。
- ROCKMAN 20XX ～戦え!TEAM SHACHI～（スマートフォン用ブラウザゲーム）（2019年）
  - 『ロックマン2』の30年後という設定で、AI化したDr.ワイリーがコンピューターウイルスでロックマンおよび『2』のワイリーナンバーズ8体を操り、世界征服を企む。スーパーロボットとなって立ち向かうTEAM SHACHIメンバーと戦い、決戦ではワイリーマシンとして巨大な姿に改造したロックマンに乗り込んで挑んでくる。倒すとロックマンは元の姿に戻り、Dr.ワイリーはワイリーカプセルに乗って逃亡する。

## 担当声優
青野武
- ロックマンシリーズ
- ロックマンXシリーズ

梅津秀行
- ロックマン11 運命の歯車!!

緒方賢一
- ロックマン 星に願いを

石森達幸
- ロックマン・ザ・パワーバトル
- ロックマン2・ザ・パワーファイターズ